# 电脑棒
电脑棒（Stick PC）是一种迷你计算机，外型与一包口香糖相仿，通常可以直接插入HDMI端口，连接显示器。电脑棒是一种具有独立CPU的设备，不依赖于另一台计算机。

## 历史
2003年，电脑棒首次问世。同年发布的Gumstix使用了ARM构架和Linux 2.6内核，可安装Windows CE操作系统。
2015年3月，华硕和Google推出了Chromebit，基于Rockchip RK3288，运行Chrome OS。
2016年，英特尔推出了英特尔电脑棒。